# 1097
Năm 1097 là một năm trong lịch Julius.